# 盈餘
盈餘（Profits）是會計學中，指人們營商時的營業額中扣除成本後，為正數，即總收入減去成本。 (Profit = Total_Income - Cost)

## 簡介
擁有基本盈餘是一個重要的經商之道。它可以穩固公司或機構的整體利益，亦可以用作各位員工及股東的花紅，一年內能獲得額外收入。若是上市公司，股價會跟隨盈餘而增減。
若公司虛報盈餘，老闆若私吞，員工可追討其賠償。